# Passonfontaine
Passonfontaine ist eine französische Gemeinde mit 334 Einwohnern (Stand: 1. Januar 2022) im Département Doubs in der Region Bourgogne-Franche-Comté.

## Geographie
Passonfontaine liegt auf 744 m über dem Meeresspiegel, sieben Kilometer südöstlich von Valdahon und etwa 33 Kilometer ostsüdöstlich der Stadt Besançon (Luftlinie). Das Dorf erstreckt sich im Jura, am südlichen Rand des Beckens von Avoudrey, nördlich des Crêt Monniot.
Die Fläche des 19,49 km² großen Gemeindegebiets umfasst einen Abschnitt des französischen Juras. Der nördliche Teil des Gebietes wird vom schwach reliefierten Becken von Avoudrey eingenommen, das eine Breite von ungefähr 4 km und eine Länge von fast 10 km aufweist und durchschnittlich auf 730 m liegt. Es ist überwiegend von Acker- und Wiesland bestanden. Das Plateau besitzt keine oberirdischen Fließgewässer, weil das Niederschlagswasser im verkarsteten Untergrund versickert. Nach Süden erstreckt sich das Gemeindeareal in das stärker reliefierte Gebiet des höheren Juras. Es ist gekennzeichnet durch mehrere parallel verlaufende, überwiegend bewaldete Geländekämme (Bois du Roi, Le Cerneux; Höhen von Cicon) und dazwischengeschaltete Mulden oder Senken, die teilweise vermoort sind und ansonsten Weideland aufweisen. Mit 960 m wird am Nordfuß des Mont Chaumont die höchste Erhebung von Passonfontaine erreicht.
Nachbargemeinden von Passonfontaine sind Épenoy und Avoudrey im Norden, Longemaison im Osten, Arc-sous-Cicon im Süden sowie Les Premiers Sapins im Westen.

## Geschichte
Bereits im 12. Jahrhundert ist eine Kirche in Passonfontaine erwähnt. Im Mittelalter gehörte Passonfontaine zur Herrschaft Cicon. Zusammen mit der Franche-Comté gelangte das Dorf mit dem Frieden von Nimwegen 1678 an Frankreich. Heute ist Passonfontaine Mitglied des Gemeindeverbandes Portes du Haut-Doubs.
Zum 1. Januar 2009 erfolgte eine Änderung der Arrondissementszugehörigkeit der Gemeinde. Bislang zum Arrondissement Besançon gehörend, kamen alle Gemeinden des Kantons zum Arrondissement Pontarlier.

## Sehenswürdigkeiten
|  |  |

Die heutige Dorfkirche Saint-Martin wurde 1813 erbaut. Das Grosse Maison ist ein herrschaftlicher Bauernhof, der um 1520 von den Herren von Cicon gegründet wurde.

## Bevölkerung
| Jahr                       | 1962 | 1968 | 1975 | 1982 | 1990 | 1999 | 2006 | 2016 |
| Einwohner                  | 303  | 290  | 229  | 217  | 193  | 227  | 264  | 323  |
| Quellen: Cassini und INSEE |      |      |      |      |      |      |      |      |

Mit 334 Einwohnern (1. Januar 2022) gehört Passonfontaine zu den kleinen Gemeinden des Départements Doubs. Nachdem die Einwohnerzahl in der ersten Hälfte des 20. Jahrhunderts markant abgenommen hatte (1881 wurden noch 665 Personen gezählt), wurde seit Beginn der 1990er Jahre wieder ein leichtes Bevölkerungswachstum verzeichnet.

## Wirtschaft und Infrastruktur
Passonfontaine war bis ins 20. Jahrhundert hinein ein vorwiegend durch die Landwirtschaft (Viehzucht und Milchwirtschaft, Ackerbau) und die Forstwirtschaft geprägtes Dorf. Daneben gibt es heute verschiedene Betriebe des Kleingewerbes, darunter eine große Käserei und verschiedene Handwerksbetriebe. Viele Erwerbstätige sind auch Wegpendler, die in den umliegenden größeren Ortschaften ihrer Arbeit nachgehen.
Die Ortschaft liegt abseits der größeren Durchgangsstraßen an einer Departementsstraße, die von Avoudrey nach Arc-sous-Cicon führt. Weitere Straßenverbindungen bestehen mit Rantechaux und Longemaison.